# Spännstift

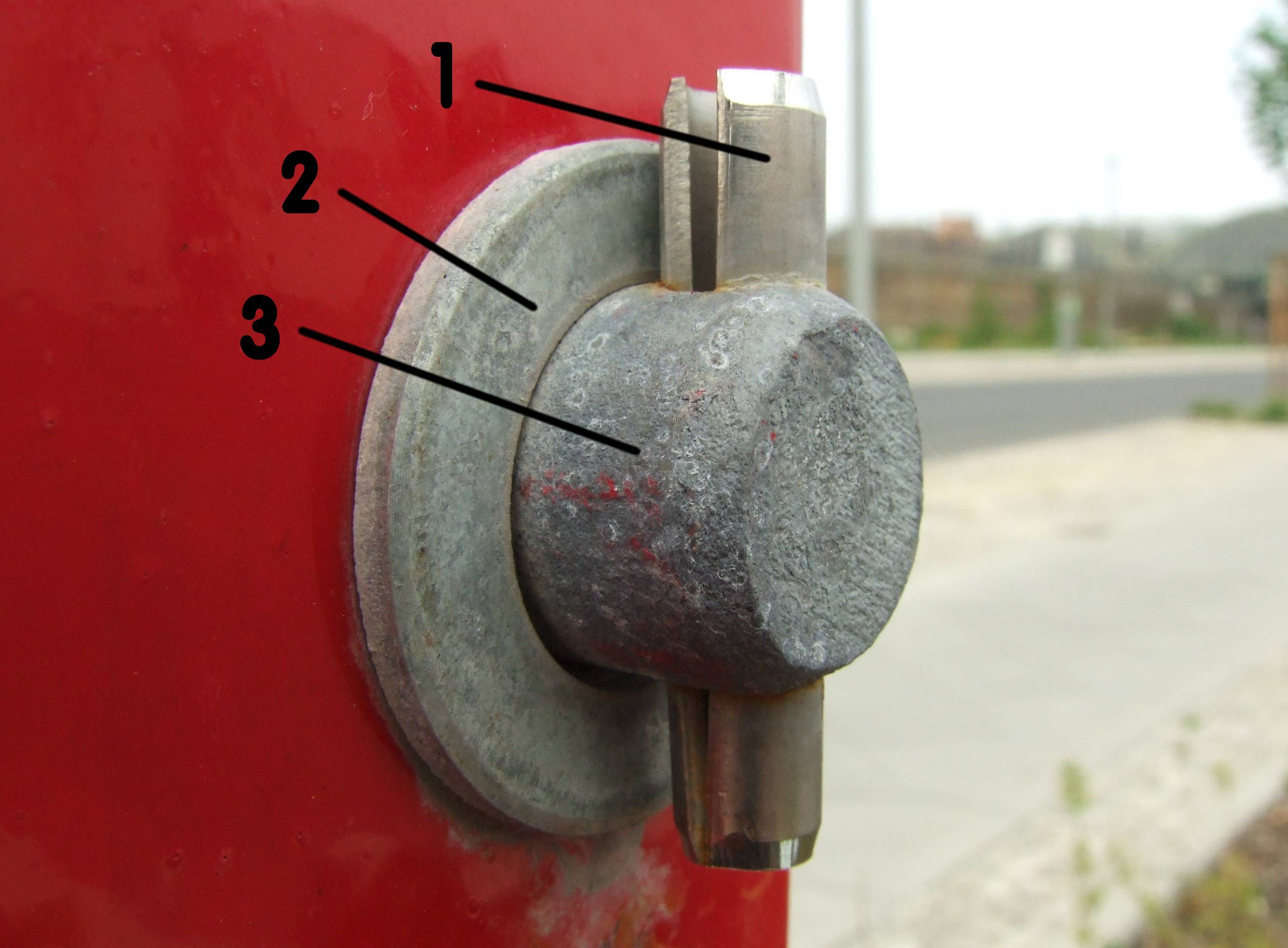
Spännstift (1) och bricka (2)som används för att fästa en länkbult (3).

Spännstift, rörsprint eller fjädersprint är benämningen för en konstruktion som består av en radiellt fjädrande rörpinne och används som ett fästelement. 

## Konstruktion
Det är en av fjäderstålsplåt hoprullad pinne med en diameter något större än sin nominella och som, när den används som låspinne, expanderar med fjäderkraft i det hål den drivs in, där den vanligen används som låsning.